# Carol și Darlene Bernaola
Carol și Darlene Bernaola s-au născut la data de 27 august  1976 în Los Angeles, California au fost modele playboy ca Playmate în ianuarie 2000.
Ele au fost gemeni care semănau perfect, frecvent trebuia să apară în filme al treilea ca partener de joacă.